# Edifício Master
Edifício Master es un documental brasileño de 2002 dirigido por Eduardo Coutinho.

## Descripción
La película presenta la vida cotidiana de los residentes de Edifício Master, en Copacabana, y muestra un rico panel de historias. Con 276 apartamentos y 12 pisos, el lugar sirve como hogar para los entrevistados, quienes revelan dramas, soledades, deseos y vanidades.

## Premios
- 2002 - Festival de Gramado; mejor documental (Premio de la crítica)
- 2002 - Muestra Internacional de Cine de São Paulo : mejor documental
- 2003 - Festival Internacional del Nuevo Cine Latinoamericano de La Habana: mejor documental